# Canninefasok
Canninefasok, feliratokon: cannanefatesek, ókori néptörzs a batavusok szigetén, a tengerpart és Flevo tava közt. Tiberius római császár meghódította őket (Velleius Paterculus), de Caligula alatt ismét fellázadtak. Tacitus szintén tudósított róluk.